# رودینیا
رودینیا (برگرفته از واژهٔ روسی رودین (به روسی: Родить) به‌معنای میهن و زادبوم) در دانش زمین‌شناسی برای نامیدن ابرقاره‌ای استفاده می‌شود که بیشتر یا تمام خشکی‌های زمین را در بر می‌گرفت. این ابرقاره بنا بر بازسازی زمین‌ساخت صفحه‌ای، بین ۱٬۱ میلیارد تا ۷۵۰ میلیون سال پیش در دورهٔ پیشین‌زیستی نو (نئوپروتروزوئیک) وجود داشت.
رودینیا تقریباً ۱ میلیارد سال پیش درنتیجهٔ برخورد و برافزایش تکه‌های ناشی از تقسیم ابرقارهٔ پیشین با نام کلمبیا شکل گرفت. این ابرقارهٔ جدید سپس خود در دورهٔ پیشین‌زیستی نو تقسیم شد تا ابرقارهٔ دیگری با نام پانگه‌آ در حدود ۳۰۰ تا ۲۵۰ میلیون سال پیش شکل گیرد.
در مقایسهٔ با پانگه‌آ هنوز اطلاعات اندکی دربارهٔ تاریخچهٔ دقیق زمین‌پویایی‌شناسی و شکل‌گیری رودینیا وجود دارد. تودهٔ خشکی رودینیا احتمالاً در جنوب استوا قرار داشت. بیشتر بازسازی‌های انجام‌شده نشان می‌دهد که هستهٔ رودینیا از پایاپوستهٔ آمریکای شمالی (لورنتیا) تشکیل شده بود که پایاپوستهٔ (کراتون) اروپای شرقی (بالتیکا)، پایاپوستهٔ آمازون (آمازونیا) و پایاپوستهٔ آفریقای غربی واقع در جنوب شرقی، پایاپوسته‌های ریو د لا پلاتا و سائو فرانسیسکو در جنوب، پایاپوسته‌های کنگو و کالاهاری در جنوب غربی و قاره استرالیا، شبه‌قاره هند و جنوبگان شرقی واقع در شمال شرقی کراتون آمریکای شمالی، آن را احاطه کرده بودند.
همچنین اغلب تصور می‌شود که سردشدن شدید آب و هوای جهان در حدود ۷۰۰ میلیون سال پیش که آن را به اصطلاح، زمینِ گلوله‌برفی در دورهٔ کریوژنین می‌نامند و تکامل سریع حیات اولیه در طول دوره‌های بعدی ادیاکاران و کامبرین، نتیجهٔ گسیخت رودینیا باشد.